# Grande Prémio de Portugal de 2020
Grande Prémio de Portugal de 2020 (formalmente denominado 2020 Formula 1 Heineken Portuguese Grand Prix) foi a décima segunda etapa do Campeonato Mundial de 2020 da Fórmula 1. Foi disputado em 25 de outubro de 2020 no Autódromo Internacional do Algarve, Portimão, Portugal, sendo o retorno da categoria ao país após 24 anos. Lewis Hamilton da Mercedes largou na pole e venceu a corrida, tornando-se o piloto com mais vitórias na história da Fórmula 1, chegando ao topo do pódio por 92 vezes.

## Relatório

### Treino classificatório

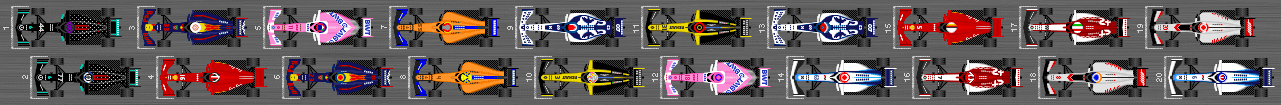
Grid de Largada

Q1
Q2
Q3

## Pneus
| Nome do composto | Cor | Banda de rolamento | Condições de Tempo | Dry Type                           | Aderência       | Longevidade   |
| ---------------- | --- | ------------------ | ------------------ | ---------------------------------- | --------------- | ------------- |
| Macio (C1)       |     | Slick (P Zero)     | Seco               | Soft                               | Mais aderência  | Menos durável |
| Médio (C2)       |     | Slick (P Zero)     | Seco               | Medium                             | Médio           | Médio         |
| Duro (C3)        |     | Slick (P Zero)     | Seco               | Hard                               | Menos aderência | Mais durável  |
| Intermediário    |     | Sulcos (Cinturato) | Molhado            | Intermediate (água não estagnante) | —               | —             |
| Chuva            |     | Sulcos (Cinturato) | Molhado            | Wet (água estagnante)              | —               | —             |

| Escolhas de pneus de cada piloto para o GP de Portugal: | Escolhas de pneus de cada piloto para o GP de Portugal: | Escolhas de pneus de cada piloto para o GP de Portugal: | Escolhas de pneus de cada piloto para o GP de Portugal: | Escolhas de pneus de cada piloto para o GP de Portugal: | Escolhas de pneus de cada piloto para o GP de Portugal: |
| ------------------------------------------------------- | ------------------------------------------------------- | ------------------------------------------------------- | ------------------------------------------------------- | ------------------------------------------------------- | ------------------------------------------------------- |
| Nº                                                      | Pilotos                                                 | Equipe(s)                                               | Duro                                                    | Médio                                                   | Macio                                                   |
| 44                                                      | Lewis Hamilton                                          | Mercedes                                                | 2                                                       | 3                                                       | 8                                                       |
| 77                                                      | Valtteri Bottas                                         | Mercedes                                                | 2                                                       | 3                                                       | 8                                                       |
| 5                                                       | Sebastian Vettel                                        | Ferrari                                                 | 2                                                       | 3                                                       | 8                                                       |
| 16                                                      | Charles Leclerc                                         | Ferrari                                                 | 2                                                       | 3                                                       | 8                                                       |
| 23                                                      | Alexander Albon                                         | Red Bull-Honda                                          | 2                                                       | 3                                                       | 8                                                       |
| 33                                                      | Max Verstappen                                          | Red Bull-Honda                                          | 2                                                       | 3                                                       | 8                                                       |
| 3                                                       | Daniel Ricciardo                                        | Renault                                                 | 2                                                       | 3                                                       | 8                                                       |
| 31                                                      | Esteban Ocon                                            | Renault                                                 | 2                                                       | 3                                                       | 8                                                       |
| 8                                                       | Romain Grosjean                                         | Haas-Ferrari                                            | 2                                                       | 3                                                       | 8                                                       |
| 20                                                      | Kevin Magnussen                                         | Haas-Ferrari                                            | 2                                                       | 3                                                       | 8                                                       |
| 55                                                      | Carlos Sainz Jr.                                        | McLaren-Renault                                         | 2                                                       | 3                                                       | 8                                                       |
| 4                                                       | Lando Norris                                            | McLaren-Renault                                         | 2                                                       | 3                                                       | 8                                                       |
| 11                                                      | Sergio Pérez                                            | Racing Point-Mercedes                                   | 2                                                       | 3                                                       | 8                                                       |
| 18                                                      | Lance Stroll                                            | Racing Point-Mercedes                                   | 2                                                       | 3                                                       | 8                                                       |
| 7                                                       | Kimi Raikkonen                                          | Alfa Romeo Racing-Ferrari                               | 2                                                       | 3                                                       | 8                                                       |
| 99                                                      | Antonio Giovinazzi                                      | Alfa Romeo Racing-Ferrari                               | 2                                                       | 3                                                       | 8                                                       |
| 10                                                      | Pierre Gasly                                            | AlphaTauri-Honda                                        | 2                                                       | 3                                                       | 8                                                       |
| 26                                                      | Daniil Kvyat                                            | AlphaTauri-Honda                                        | 2                                                       | 3                                                       | 8                                                       |
| 6                                                       | Nicholas Latifi                                         | Williams-Mercedes                                       | 2                                                       | 3                                                       | 8                                                       |
| 63                                                      | George Russell                                          | Williams-Mercedes                                       | 2                                                       | 3                                                       | 8                                                       |

## Resultados

### Treino classificatório
| 1                        | 44 | Lewis Hamilton     | Mercedes              | 1:16.828 | 1:16.824 | 1:16.652 | 1  |
| 2                        | 77 | Valtteri Bottas    | Mercedes              | 1:16.945 | 1:16.466 | 1:16.754 | 2  |
| 3                        | 33 | Max Verstappen     | Red Bull Racing-Honda | 1:16.879 | 1:17.038 | 1:16.904 | 3  |
| 4                        | 16 | Charles Leclerc    | Ferrari               | 1:17.421 | 1:17.367 | 1:17.090 | 4  |
| 5                        | 11 | Sergio Pérez       | Racing Point-Mercedes | 1:17.370 | 1:17.129 | 1:17.223 | 5  |
| 6                        | 23 | Alexander Albon    | Red Bull Racing-Honda | 1:17.435 | 1:17.411 | 1:17.437 | 6  |
| 7                        | 55 | Carlos Sainz Jr.   | McLaren-Renault       | 1:17.627 | 1:17.183 | 1:17.520 | 7  |
| 8                        | 4  | Lando Norris       | McLaren-Renault       | 1:17.547 | 1:17.321 | 1:17.525 | 8  |
| 9                        | 10 | Pierre Gasly       | AlphaTauri-Honda      | 1:17.209 | 1:17.367 | 1:17.803 | 9  |
| 10                       | 3  | Daniel Ricciardo   | Renault               | 1:17.621 | 1:17.481 | S/Tempo  | 10 |
| 11                       | 31 | Esteban Ocon       | Renault               | 1:17.775 | 1:17.614 | N/A      | 11 |
| 12                       | 27 | Lance Stroll       | Racing Point-Mercedes | 1:17.667 | 1:17.626 | N/A      | 12 |
| 13                       | 26 | Daniil Kvyat       | AlphaTauri-Honda      | 1:17.841 | 1:17.728 | N/A      | 13 |
| 14                       | 63 | George Russell     | Williams-Mercedes     | 1:17.931 | 1:17.788 | N/A      | 14 |
| 15                       | 5  | Sebastian Vettel   | Ferrari               | 1:17.446 | 1:17.919 | N/A      | 15 |
| 16                       | 7  | Kimi Räikkönen     | Alfa Romeo-Ferrari    | 1:18.201 | N/A      | N/A      | 16 |
| 17                       | 99 | Antonio Giovinazzi | Alfa Romeo-Ferrari    | 1:18.323 | N/A      | N/A      | 17 |
| 18                       | 8  | Romain Grosjean    | Haas-Ferrari          | 1:18.364 | N/A      | N/A      | 18 |
| 19                       | 20 | Kevin Magnussen    | Haas-Ferrari          | 1:18.508 | N/A      | N/A      | 19 |
| 20                       | 6  | Nicholas Latifi    | Williams-Mercedes     | 1:18.777 | N/A      | N/A      | 20 |
| Tempo dos 107%: 1:22.205 |    |                    |                       |          |          |          |    |
| Fonte:                   |    |                    |                       |          |          |          |    |

Notas

### Corrida

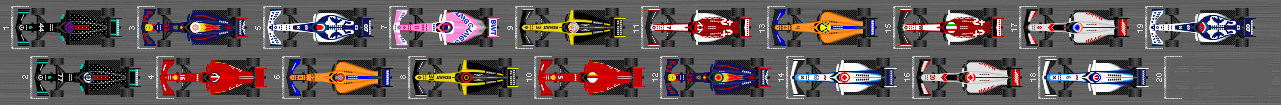
Resultado da Corrida

| 1                                                                  | 44 | Lewis Hamilton     | Mercedes              | 66 | 1:29:56.828 | 1  | 25+1 |
| 2                                                                  | 77 | Valtteri Bottas    | Mercedes              | 66 | +25.592     | 2  | 18   |
| 3                                                                  | 33 | Max Verstappen     | Red Bull Racing-Honda | 66 | +34.508     | 3  | 15   |
| 4                                                                  | 16 | Charles Leclerc    | Ferrari               | 66 | +1:05.312   | 4  | 12   |
| 5                                                                  | 10 | Pierre Gasly       | AlphaTauri-Honda      | 65 | +1 volta    | 9  | 10   |
| 6                                                                  | 55 | Carlos Sainz Jr.   | McLaren-Renault       | 65 | +1 volta    | 7  | 8    |
| 7                                                                  | 11 | Sergio Pérez       | Racing Point-Mercedes | 65 | +1 volta    | 5  | 6    |
| 8                                                                  | 31 | Esteban Ocon       | Renault               | 65 | +1 volta    | 11 | 4    |
| 9                                                                  | 3  | Daniel Ricciardo   | Renault               | 65 | +1 volta    | 10 | 2    |
| 10                                                                 | 5  | Sebastian Vettel   | Ferrari               | 65 | +1 volta    | 15 | 1    |
| 11                                                                 | 7  | Kimi Räikkönen     | Alfa Romeo-Ferrari    | 65 | +1 volta    | 16 |      |
| 12                                                                 | 23 | Alexander Albon    | Red Bull Racing-Honda | 65 | +1 volta    | 6  |      |
| 13                                                                 | 4  | Lando Norris       | McLaren-Renault       | 65 | +1 volta    | 8  |      |
| 14                                                                 | 63 | George Russell     | Williams-Mercedes     | 65 | +1 volta    | 14 |      |
| 15                                                                 | 99 | Antonio Giovinazzi | Alfa Romeo-Ferrari    | 65 | +1 volta    | 17 |      |
| 16                                                                 | 20 | Kevin Magnussen    | Haas-Ferrari          | 65 | +1 volta    | 19 |      |
| 17                                                                 | 8  | Romain Grosjean    | Haas-Ferrari          | 65 | +1 volta    | 18 |      |
| 18                                                                 | 6  | Nicholas Latifi    | Williams-Mercedes     | 64 | +2 voltas   | 20 |      |
| 19                                                                 | 26 | Daniil Kvyat       | AlphaTauri-Honda      | 64 | +2 voltas   | 13 |      |
| Ret                                                                | 18 | Lance Stroll       | Racing Point-Mercedes | 51 | Retirou-se  | 12 |      |
| Volta mais rápida: Lewis Hamilton (Mercedes) – 1:18.750 (volta 63) |    |                    |                       |    |             |    |      |
| Fonte:                                                             |    |                    |                       |    |             |    |      |

## Curiosidades
Lewis Hamilton torna-se o piloto com mais vitórias na história da Fórmula 1, com 92 vitórias, ultrapassando as 91 vitórias de Michael Schumacher.

## Voltas na liderança
| Nº de Voltas | Piloto           | Voltas       |
| ------------ | ---------------- | ------------ |
| 46           | Lewis Hamilton   | 20-40, 42-66 |
| 16           | Valtteri Bottas  | 1, 6-19, 41  |
| 4            | Carlos Sainz Jr. | 2-5          |

## 2020DHLFastest Pit Stop Award

### Resultado
| 1      | 23 | Alexander Albon    | Red Bull-Honda            | 1.86 | 25 |
| 2      | 33 | Max Verstappen     | Red Bull-Honda            | 1.96 | 18 |
| 3      | 11 | Sergio Pérez       | Racing Point-Mercedes     | 2.30 | 15 |
| 4      | 99 | Antonio Giovinazzi | Alfa Romeo Racing-Ferrari | 2.35 | 12 |
| 5      | 77 | Valtteri Bottas    | Mercedes                  | 2.48 | 10 |
| 6      | 6  | Nicholas Latifi    | Williams-Mercedes         | 2.61 | 8  |
| 7      | 5  | Sebastian Vettel   | Ferrari                   | 2.62 | 6  |
| 8      | 16 | Charles Leclerc    | Ferrari                   | 2.71 | 4  |
| 9      | 20 | Kevin Magnussen    | Haas-Ferrari              | 2.75 | 2  |
| 10     | 44 | Lewis Hamilton     | Mercedes                  | 2.79 | 1  |
| Fonte: |    |                    |                           |      |    |

### Classificação
| Tabela do DHL Fastest Pit Stop Award \| Pos \| Construtor \| Pontos \| \| --- \| ------------------------- \| ------ \| \| 1 \| Red Bull-Honda \| 373 \| \| 2 \| Mercedes \| 183 \| \| 3 \| Williams-Mercedes \| 174 \| \| 4 \| Alfa Romeo Racing-Ferrari \| 130 \| \| 5 \| Renault \| 78 \| \| 6 \| Ferrari \| 72 \| \| 7 \| McLaren-Renault \| 64 \| \| 8 \| AlphaTauri-Honda \| 61 \| \| 9 \| Racing Point-Mercedes \| 58 \| \| 10 \| Haas-Ferrari \| 3 \| |                           |        |
| Pos | Construtor                | Pontos |
| 1 | Red Bull-Honda            | 373    |
| 2 | Mercedes                  | 183    |
| 3 | Williams-Mercedes         | 174    |
| 4 | Alfa Romeo Racing-Ferrari | 130    |
| 5 | Renault                   | 78     |
| 6 | Ferrari                   | 72     |
| 7 | McLaren-Renault           | 64     |
| 8 | AlphaTauri-Honda          | 61     |
| 9 | Racing Point-Mercedes     | 58     |
| 10 | Haas-Ferrari              | 3      |

## Tabela do campeonato após a corrida
Somente as cinco primeiras posições estão incluídas nas tabelas.
| Pos | Piloto           | Pontos | Var     |
| --- | ---------------- | ------ | ------- |
| 1   | Lewis Hamilton   | 256    | Estável |
| 2   | Valtteri Bottas  | 179    | Estável |
| 3   | Max Verstappen   | 162    | Estável |
| 4   | Daniel Ricciardo | 80     | Estável |
| 5   | Charles Leclerc  | 75     | 3       |

| Pos | Construtor            | Pontos |
| --- | --------------------- | ------ |
| 1   | Mercedes              | 435    |
| 2   | Red Bull Racing-Honda | 226    |
| 3   | Racing Point-Mercedes | 126    |
| 4   | McLaren-Renault       | 124    |
| 5   | Renault               | 120    |